# Deputeret
Deputeret betegner en valgt repræsentant i en lovgivende folkeforsamling, typisk et parlamentsmedlem. I en række lande, herunder Frankrig, Belgien, og Spanien, bruges ordet specifikt om de parlamentarikere der er valgt ind landets underhus.
I Danmark brugtes titlen indtil vedtagelsen af Grundloven i 1848 til medlemmer af en af regeringens valgte forsamlinger.
| Politik | Spire Denne artikel om politik og ideologi er en spire som bør udbygges. Du er velkommen til at hjælpe Wikipedia ved at udvide den. |